# Chevrolet Spark
Chevrolet Spark este o mașină urbană produsă de GM Coreea, comercializată inițial ca Daewoo Matiz. Acesta a fost disponibil doar ca un hatchback cu cinci uși.
Prima generație a modelului Daewoo Matiz a fost lansată în 1998 de divizia sud-coreeană General Motors, GM Korea, cunoscută anterior ca Daewoo Motors, înlocuind modelul Daewoo Tico. După ce compania General Motors a preluat controlul asupra Daewoo Motors în 2002, a fost comercializată din ce în ce mai mult sub emblema Chevrolet. Modelul din a doua generație a fost introdus în 2005, cu a treia generație lansată în 2010.
O versiune electrică, Chevrolet Spark EV, a fost lansată în S.U.A. pe piețele selectate din California și Oregon în iunie 2013. Spark EV a fost primul automobil electric de pasageri comercializat de General Motors, deoarece EV1 a fost întrerupt în 1999.

## Legături externe
- Site oficial pentru U.S.